# Demodokos (Pseudo-Platon)

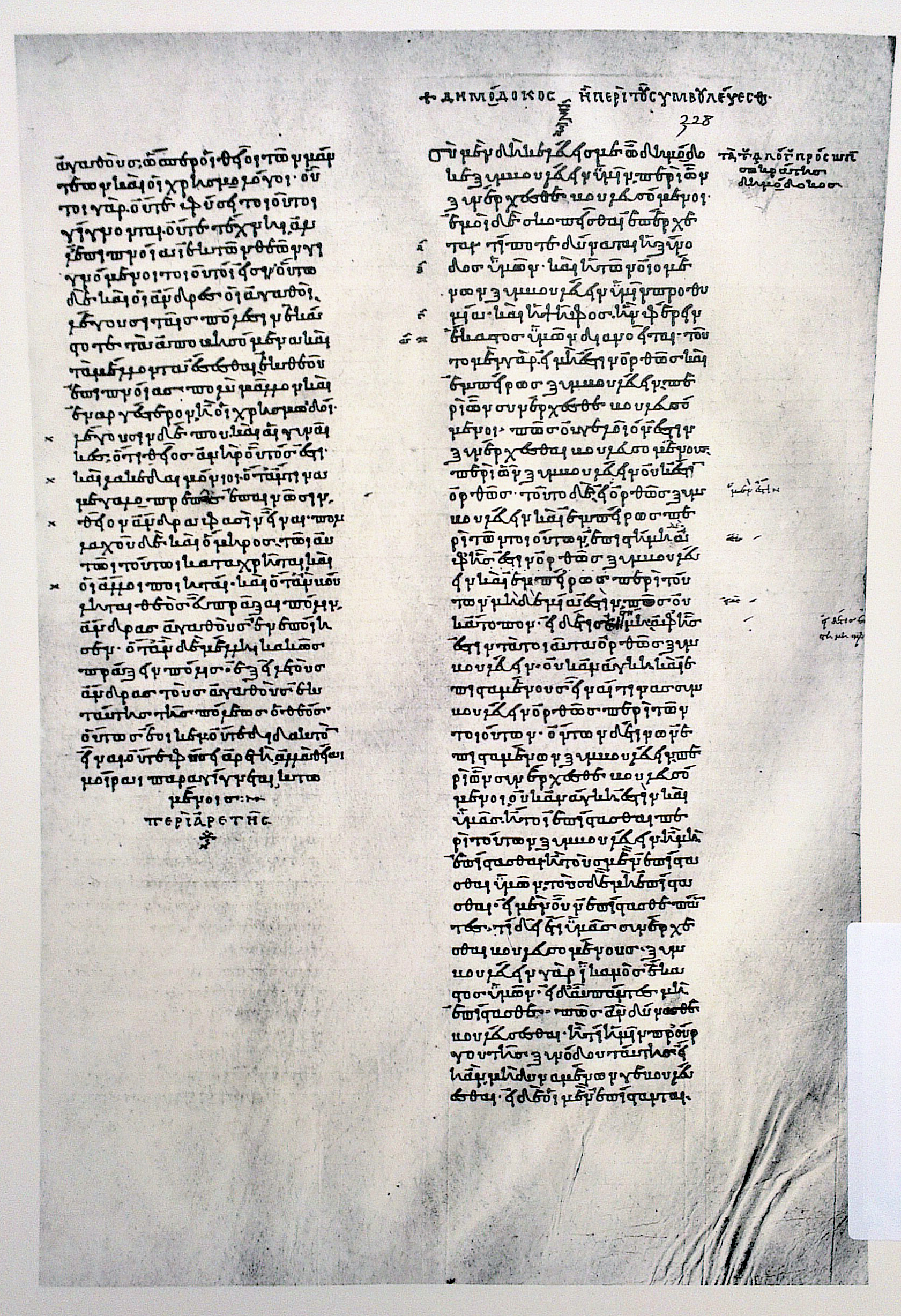
Der Anfang des Demodokos in der ältesten erhaltenen mittelalterlichen Handschrift: Paris, Bibliothèque Nationale, Gr. 1807 (9. Jahrhundert)

Demodokos (altgriechisch Δημόδοκος Dēmódokos, latinisiert Demodocus) ist die gängige Bezeichnung für eine Gruppe von vier zusammen überlieferten literarischen Texten der Antike. Sie wurden dem Philosophen Platon zugeschrieben, stammen aber sicher nicht von ihm. Die Unechtheit wurde schon in der Antike erkannt. Der Titel Demodokos bezog sich ursprünglich nur auf den ersten der vier Texte. Mit diesem wurden die drei anderen später zu einer Sammlung zusammengefügt, obwohl kein inhaltlicher Zusammenhang besteht.
Der erste Text (Demodokos 1) ist ein Monolog eines nicht namentlich genannten Philosophen – wohl Sokrates –, den der Politiker Demodokos von Anagyrus um seine Meinung gebeten hat. Der fiktive Vorgang spielt sich in der zweiten Hälfte des 5. Jahrhunderts v. Chr. ab. Die drei anderen Texte sind Berichte eines ebenfalls anonymen Erzählers über kurze Gespräche, in denen unterschiedliche Themen erörtert wurden.
Demodokos von Anagyrus war eine historische Person, ein älterer Zeitgenosse des Sokrates. Er war der Vater des Theages, nach dem der Platon zugeschriebene Dialog Theages benannt ist. Im Theages zählt Demodokos zu den Gesprächsteilnehmern.

## Inhalt
Im Demodokos 1 antwortet der anonyme Sprecher auf eine Anfrage des Demodokos. Dieser hat ihn um eine Stellungnahme zu Fragen, die auf einer Volksversammlung debattiert werden sollen, gebeten. Da das Thema in sokratischem Stil behandelt wird, ist der antwortende Philosoph wohl mit Sokrates gleichzusetzen.
Der Philosoph setzt sich mit der Frage auseinander, welchen Sinn das Beratschlagen in einer Volksversammlung hat. Dabei weist er auf eine generelle Problematik demokratischer Beschlussfassung hin. Da die zu diesem Zweck Versammelten oder zumindest ein Teil von ihnen hinsichtlich der Frage, über die entschieden werden soll, nicht kompetent sind, benötigen sie Beratung durch einen Wissenden, einen kompetenten Fachmann. Wenn kein solcher anwesend ist, können sie mangels Sachkenntnis nicht richtig urteilen. Wenn ein wissender Berater an der Versammlung teilnimmt, kann er die Nichtwissenden belehren, indem er sie über den Sachverhalt aufklärt. Damit ermöglicht er eine vernünftige Entscheidung. Dann ist allerdings die kollektive Beratung und Mehrheitsentscheidung überflüssig, denn Wahrheit wird nicht durch Mehrheitsbeschluss etabliert, sondern durch die Darlegungen desjenigen, der sie kennt, als zwingende Notwendigkeit aufgezeigt. Somit ist in beiden Fällen das Verfahren der Beratschlagung und anschließenden Abstimmung fragwürdig. Hinzu kommt, dass man die Kompetenz eines Beraters nur dann beurteilen kann, wenn man hinsichtlich der zu entscheidenden Frage selbst so kompetent ist, dass man eigentlich keine Beratung benötigt. Da aber die versammelten Bürger zumindest zum Teil unwissend sind, können sie die Kompetenz der Redner, die an der Versammlung als Ratgeber auftreten, nicht einschätzen. Auch unter diesem Gesichtspunkt lässt sich nicht durch Mehrheitsentscheidung feststellen, was richtig ist. Einerseits benötigen die Versammelten Rat, womit sie ihre Unwissenheit zugeben, andererseits maßen sie sich nachher als Abstimmende die Kompetenz an, ein richtiges Urteil zu fällen.
In den drei anschließend überlieferten Gesprächen, die mit dem Demodokos 1 inhaltlich nichts zu tun haben, werden andere Themen erörtert. Der Berichterstatter, der den Gesprächsverlauf wiedergibt, ist wohl Sokrates. Im Demodokos 2 geht es um die Wahrheitsfindung, wenn Aussage gegen Aussage steht. Im Demodokos 3 dreht sich das Gespräch um die Frage, wer einen Fehler gemacht hat, wenn eine Bitte abgeschlagen wurde. Es zeigt sich, dass der am Fehlschlag Schuldige stets der Bittsteller ist. Wenn seine Bitte unberechtigt oder unerfüllbar war, wurde sie mit Recht abgelehnt; wenn sie berechtigt und erfüllbar war, ist er an der Aufgabe gescheitert, sein Anliegen überzeugend darzulegen, obwohl dies möglich gewesen wäre. Im Demodokos 4 wird über den Maßstab für die Vertrauenswürdigkeit einer Person diskutiert.

## Verfasser und Entstehungszeit
Alle vier Texte sind im Umkreis der Platonischen Akademie entstanden. Da im Demodokos 1 kein Gedankengut aus der Zeit der Jüngeren („skeptischen“) Akademie vorkommt, fällt seine Abfassung wahrscheinlich in die Epoche der Älteren Akademie. Sie ist wohl in den Zeitraum nach Platons Tod, also in die zweite Hälfte des 4. oder in das erste Drittel des 3. Jahrhunderts v. Chr. zu setzen. Der Verfasser war offensichtlich Platoniker. Die drei anderen Texte stammen sicher nicht vom Autor des Demodokos 1. Sie sind wohl in der 2. Hälfte des 3. Jahrhunderts oder im 2. Jahrhundert v. Chr. entstanden. Ihre Gemeinsamkeiten zeigen, dass sie denselben Verfasser haben. Dieser ist vermutlich der Jüngeren Akademie zuzuordnen.

## Rezeption

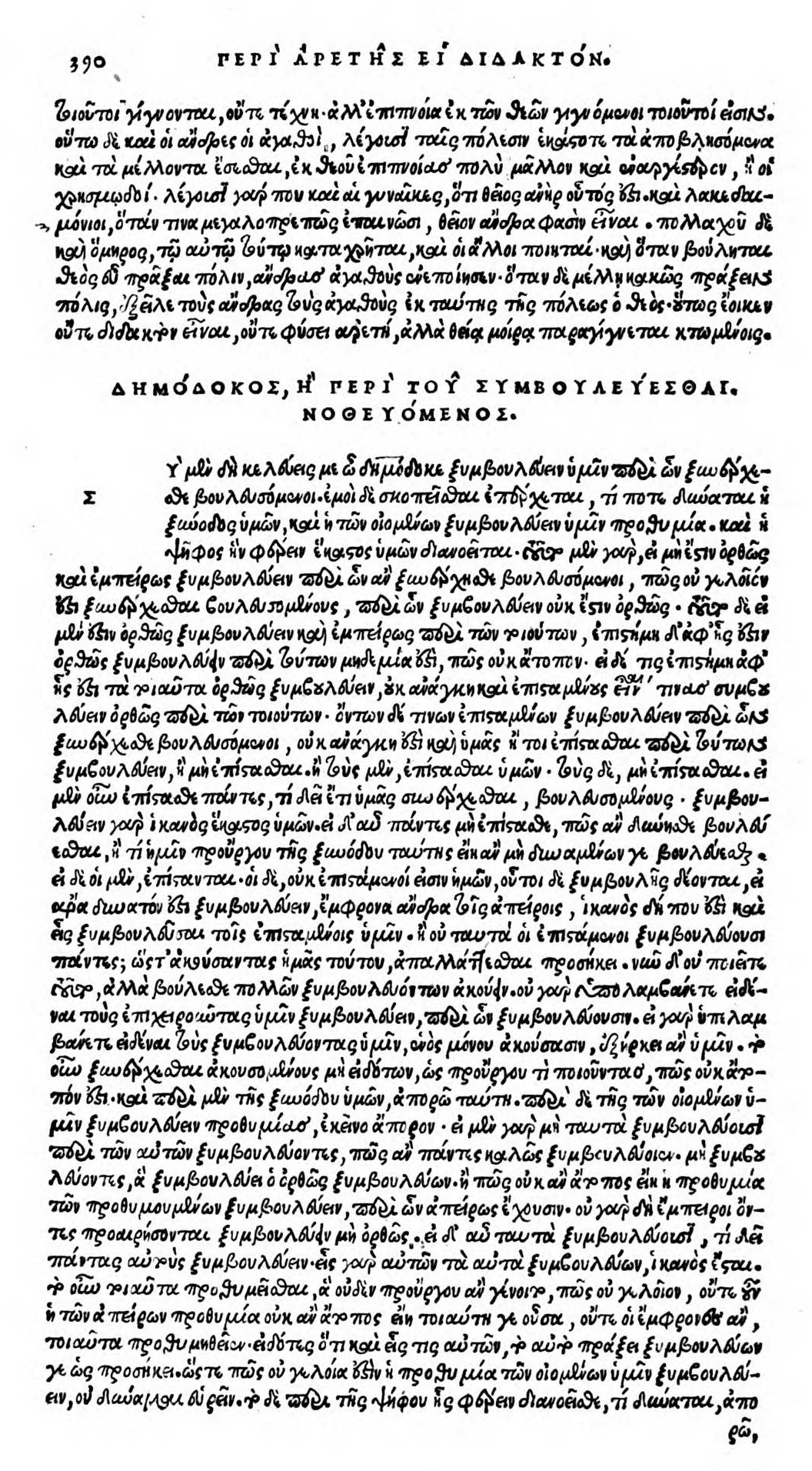
Der Anfang des Demodokos in der Erstausgabe, Venedig 1513

Da der Demodokos in der Antike als unecht galt, wurde er nicht in die Tetralogienordnung der Werke Platons aufgenommen. Der Philosophiegeschichtsschreiber Diogenes Laertios führte ihn unter den Schriften auf, die übereinstimmend als nicht von Platon stammend angesehen wurden. Die Zusammenfügung der vier Texte zu einem Sammelwerk erfolgte wohl erst in der Römischen Kaiserzeit.
Die älteste erhaltene mittelalterliche Demodokos-Handschrift wurde im 9. Jahrhundert im Byzantinischen Reich angefertigt. Der lateinischsprachigen Gelehrtenwelt West- und Mitteleuropas war das Werk im Mittelalter unbekannt, es wurde erst im Zeitalter des Renaissance-Humanismus wiederentdeckt. An seiner Unechtheit bestand in der Frühen Neuzeit kein Zweifel. Die Erstausgabe des griechischen Textes erschien im September 1513 in Venedig bei Aldo Manuzio im Rahmen der von Markos Musuros herausgegebenen Gesamtausgabe der Werke Platons. Auf dieser Ausgabe basiert die lateinische Übersetzung, die der Humanist Willibald Pirckheimer anfertigte und 1523 in Nürnberg bei seinem Drucker Friedrich Peypus veröffentlichte.

## Ausgaben und Übersetzungen
- Joseph Souilhé (Hrsg.): Platon: Œuvres complètes, Bd. 13, Teil 3: Dialogues apocryphes. 2. Auflage, Les Belles Lettres, Paris 1962, S. 36–54 (kritische Ausgabe mit französischer Übersetzung)
- Franz Susemihl (Übersetzer): Demodokos. In: Erich Loewenthal (Hrsg.): Platon: Sämtliche Werke in drei Bänden, Bd. 3, unveränderter Nachdruck der 8., durchgesehenen Auflage, Wissenschaftliche Buchgesellschaft, Darmstadt 2004, ISBN 3-534-17918-8, S. 814–824 (nur Übersetzung)